# Kana Fujieda
Kana Tomita Fujieda (Ishikawa, Japão, 20 de Julho de 1963) é uma atriz japonesa. Começou sua carreira como modelo, mas alcançou sucesso no seriado que destacou sua carreira, Changeman. Atualmente trabalha em peças de teatro no Japão, além de fazer comerciais e alguns papeis menores na TV japonesa e programas de auditório.

## Ligações Externas
- Como Kana Fujieda está hoje.
- Internet Movie DataBase